# منهج دراسي ناشئ
المنهج الناشئ (بالإنجليزية: Emergent curriculum)‏ هو فلسفة التربية وطريقة لتخطيط المنهج الدراسي للأطفال الذي يركز على الاستجابة لاهتماماتهم. الهدف هو خلق تجارب تعليمية هادفة للأطفال.
يمكن ممارسة المناهج الناشئة مع الأطفال في أي مستوى دراسي. إنها تعطي الأولوية:
- المشاركة الفعالة من قبل الطلاب
- بناء العلاقات بين الطلاب
- أساليب مرنة وقابلة للتكيف
- الاستفسار من قبل الطلاب
- التعلم من خلال اللعب من قبل الطلاب

المناهج الناشئة هي التي يبدأها الطفل، وهي تعاونية وتستجيب لاحتياجات الأطفال. ويذكر المؤيدون أن معرفة الأطفال هي مفتاح النجاح في أي منهج ناشئ.
يتطلب تخطيط المناهج الناشئة ما يلي:
- الملاحظة
- التوثيق
- العصف الذهني الإبداعي
- المرونة
- الصبر

يبدأ المنهج الناشئ بملاحظة الأطفال للتعرف على اهتماماتهم. بالإضافة إلى ذلك، يتأثر المحتوى بالقيم التي تتمسك بها المدرسة والمجتمع والأسرة والثقافة لتعلم الأطفال. يتكون الفصل الدراسي عادةً من مراكز تعليمية تعمل على توسيع وتسهيل تعلم الأطفال  وتشجع مهارات التعلم المستقلة.